# Arroçu
Arroçu (em fon, Ahosu) era o título utilizado pela realeza fom dos Reinos de Aladá e Daomé. Seus titulares eram figuras quase divinas que raramente faziam aparições públicas e cujas palavras eram transmitidas por intérpretes. Em certas épocas do ano o povo até mesmo era proibido de ver seu rosto. Por não poderem comer ou beber em público, mesmo que na presença de estrangeiros, usavam um véu. Ao arroçu, todos deviam tributo, pois era senhor de todos os bens e riquezas (docunom), decidia tudo (semedô) e dispunha de todos os poderes (dada). Porém, para justificar sua posição como docunom, devia mostrar generosidade e prodigalidade, exibindo riquezas e distribuindo presentes. O guarda-sol era um dos símbolos de poder do arroçu e de alguns líderes, mas a ninguém era permitido ter um mais rico que o do arroçu.
Quando espirrava, o acontecimento era recebido com um coro de louvores. Como suas secreções não podiam cair no chão ou serem pisadas, ficavam permanentemente com ele dentro de um recipiente apropriado para colhê-las, antes de serem enterradas à noite num recanto especial. Como seu cabelo estava impregnado de poder, era corriqueiramente aparado, mas pela mesma mulher, e os restos de seu cabelo eram despejados numa fossa especial com a água de seu banho. Quando morria, seus cortejos fúnebres duravam mais do que os costumeiros, e o morto era acompanhado por mulheres e servos escolhidos para cuidar dele.